# Томас Данілявічюс
Томас Данілявічюс (лит. Tomas Danilevičius, нар. 13 липня 1978, Клайпеда) — литовський футболіст.
Значну частину кар'єри провів у італійському «Ліворно», а також виступав за національну збірну Литви, у складі якої є найкращим бомбардиром в її історії (19 голів).

## Клубна кар'єра
Народився 13 липня 1978 року в місті Клайпеда. Вихованець футбольної школи клубу «Атлантас». Дорослу футбольну кар'єру розпочав 1995 року в основній команді того ж клубу, в якій провів один сезон, взявши участь лише у 1 матчі чемпіонату.
У 18-річному віці опинився в бельгійському «Брюгге», де не зміг закріпитись, після чого на правах оренди пограв у московському «Динамо».
У сезоні 1999/00 виступав у швейцарській «Лозанні», і влітку 2000 року звернув на себе увагу тренера лондонського «Арсенала» Арсена Венгера. Данілевічюс став першим і поки єдиним литовським футболістом, який грав у англійській Прем'єр-лізі, але все ж йому не вдалося закріпиться у складі «канонірів». Тому спочатку «Арсенал» позичив литовця шотландському клубу «Данфермлін Атлетік», а потім — бельгійському «Беверену».
Своєю грою за останню команду привернув увагу представників тренерського штабу клубу «Ліворно» з італійської Серії Б, до складу якого приєднався влітку 2002 року. Відіграв за клуб з Ліворно наступні три сезони своєї ігрової кар'єри, причому в сезоні 2003/04 Томас допоміг команді вийти до Серії А.
Влітку 2005 року Данілявічюс був відданий на сезон в оренду в «Авелліно». В італійській Серії В форвард забив 17 голів, але так і не врятував команду від вильоту в третій дивізіон, після чого та повернувся в «Ліворно», з яким підписав новий контракт до червня 2009 року. У сезоні 2006/07 литовський форвард забив перший гол «Ліворно» в Кубку УЄФА.
Протягом 2007 року грав у Серії Б за «Болонью», після чого ще півроку там же за «Гроссето» і влітку 2008 року повернувся до «Ліворно». Цього разу провів у складі його команди три сезони. Більшість часу, проведеного у складі «Ліворно», був основним гравцем атакувальної ланки команди і навіть після вильоту з еліти у сезоні 2009/10 продовжив виступи за клуб.
Влітку 2011 року став гравцем іншого клубу Серії Б «Юве Стабія», де грав до кінця 2012 року, після чого став гравцем клубу «Латина» з третього за рівнем дивізіону країни.
Влітку 2013 року підписав контракт з «Пармою», але відразу був відданий в оренду в словенську «Горицю», де провів увесь наступний сезон і допоміг команді виграти кубок Словенії, забивши 3 голи у 4 матчах турніру.

## Виступи за збірні
1995 року дебютував у складі юнацької збірної Литви, взяв участь у 2 іграх на юнацькому рівні, відзначившись одним забитим голом.
Протягом 1995–1999 років залучався до складу молодіжної збірної Литви. На молодіжному рівні зіграв у 6 офіційних матчах.
1998 року дебютував в офіційних матчах у складі національної збірної Литви.
2006 року був обраний капітаном команди. Цього року він забив п'ять голів у міжнародних матчах. Гол Данілевічюса в Неаполі в ворота чемпіонів світу італійців дозволив литовцям почати відбіркову кампанію Євро-2008 з сенсаційної нічиї 1:1. Капітан литовської збірної також відзначився в контрольних іграх проти Албанії та Молдови, а в листопаді на Мальті вразив ворота суперника двічі.
Всього виступав за збірну до 2012 року і провів у формі головної команди країни 72 матчі, забивши 19 голів.

## Статистика виступів

### Статистика клубних виступів
| Сезон                  | Команда                | Чемпіонат              | Чемпіонат | Чемпіонат | Національний кубок | Національний кубок | Національний кубок | Континентальні кубки | Континентальні кубки | Континентальні кубки | Інші змагання | Інші змагання | Інші змагання | Усього | Усього |
| Сезон                  | Команда                | Ліга                   | Ігор      | Голів     | Ліга               | Ігор               | Голів              | Ліга                 | Ігор                 | Голів                | Ліга          | Ігор          | Голів         | Ігор   | Голів  |
| ---------------------- | ---------------------- | ---------------------- | --------- | --------- | ------------------ | ------------------ | ------------------ | -------------------- | -------------------- | -------------------- | ------------- | ------------- | ------------- | ------ | ------ |
| 1995-96                | «Атлантас»             | ЛЛ                     | 1         | 0         | —                  | —                  | —                  | —                    | —                    | —                    | —             | —             | —             | 1      | 0      |
| 1996-97                | «Брюгге»               | 1Д                     | 7         | 1         | —                  | —                  | —                  | КУЄФА                | 1                    | 0                    | —             | —             | —             | 8      | 1      |
| 1997-98                | «Брюгге»               | 1Д                     | 0         | 0         | —                  | —                  | —                  | —                    | —                    | —                    | —             | —             | —             | 0      | 0      |
| Усього за «Брюгге»     | Усього за «Брюгге»     | Усього за «Брюгге»     | 7         | 1         |                    | —                  | —                  |                      | 1                    | 0                    |               | —             | —             | 8      | 1      |
| 1998                   | «Динамо» (Москва)      | ВД                     | 13        | 5         | —                  | —                  | —                  | —                    | —                    | —                    | —             | —             | —             | 13     | 5      |
| 1999-00                | «Лозанна»              | НЛ                     | 7         | 4         | —                  | —                  | —                  | —                    | —                    | —                    | —             | —             | —             | 7      | 4      |
| 2000-01                | «Арсенал»              | ПЛ                     | 2         | 0         | КА+КЛ              | 1+0                | 0                  | ЛЧ                   | 0                    | 0                    | —             | —             | —             | 3      | 0      |
| 2000-01                | «Данфермлін Атлетік»   | ПЛ                     | 3         | 0         | КШ+КШЛ             | —                  | —                  | —                    | —                    | —                    | —             | —             | —             | 3      | 0      |
| 2001-02                | «Беверен»              | 1Д                     | 29        | 12        | —                  | —                  | —                  | —                    | —                    | —                    | —             | —             | —             | 29     | 12     |
| 2002-03                | «Ліворно»              | B (ІІ)                 | 21        | 1         | КІ                 | 3                  | 2                  | —                    | —                    | —                    | —             | —             | —             | 24     | 3      |
| 2003-04                | «Ліворно»              | B (ІІ)                 | 22        | 4         | КІ                 | 0                  | 0                  | —                    | —                    | —                    | —             | —             | —             | 22     | 4      |
| 2004-05                | «Ліворно»              | A                      | 17        | 2         | КІ                 | 2                  | 1                  | —                    | —                    | —                    | —             | —             | —             | 19     | 3      |
| 2005-06                | «Авелліно»             | B (ІІ)                 | 38+2      | 17        | КІ                 | 2                  | 0                  | —                    | —                    | —                    | —             | —             | —             | 42     | 17     |
| 2006-07                | «Ліворно»              | A                      | 13        | 3         | КІ                 | 2                  | 0                  | КУЄФА                | 5                    | 1                    | —             | —             | —             | 20     | 4      |
| 2006-07                | «Болонья»              | B (ІІ)                 | 13        | 2         | КІ                 | —                  | —                  | —                    | —                    | —                    | —             | —             | —             | 27     | 0      |
| 2007-08                | «Болонья»              | B (ІІ)                 | 7         | 0         | КІ                 | 0                  | 0                  | —                    | —                    | —                    | —             | —             | —             | 27     | 0      |
| Усього за «Болонью»    | Усього за «Болонью»    | Усього за «Болонью»    | 20        | 2         |                    | 0                  | 0                  |                      | —                    | —                    |               | —             | —             | 20     | 2      |
| 2007-08                | «Гроссето»             | B (ІІ)                 | 22        | 9         | КІ                 | —                  | —                  | —                    | —                    | —                    | —             | —             | —             | 22     | 9      |
| 2008-09                | «Ліворно»              | B (ІІ)                 | 27+3      | 4+2       | КІ                 | 1                  | 0                  | —                    | —                    | —                    | —             | —             | —             | 31     | 6      |
| 2009-10                | «Ліворно»              | A                      | 26        | 5         | КІ                 | 3                  | 1                  | —                    | —                    | —                    | —             | —             | —             | 29     | 6      |
| 2010-11                | «Ліворно»              | B (ІІ)                 | 23        | 6         | КІ                 | 2                  | 0                  | —                    | —                    | —                    | —             | —             | —             | 25     | 6      |
| Усього за «Ліворно»    | Усього за «Ліворно»    | Усього за «Ліворно»    | 148+3     | 24+2      |                    | 13                 | 4                  |                      | 5                    | 1                    |               | —             | —             | 169    | 31     |
| 2011-12                | «Юве Стабія»           | B (ІІ)                 | 33        | 5         | КІ                 | 1                  | 0                  | —                    | —                    | —                    | —             | —             | —             | 34     | 5      |
| 2012-13                | «Юве Стабія»           | B (ІІ)                 | 16        | 7         | КІ                 | 2                  | 2                  | —                    | —                    | —                    | —             | —             | —             | 18     | 9      |
| Усього за «Юве Стабія» | Усього за «Юве Стабія» | Усього за «Юве Стабія» | 49        | 12        |                    | 3                  | 2                  |                      | —                    | —                    |               | —             | —             | 52     | 14     |
| 2012-13                | «Латина»               | ПД (ІІІ)               | 12+2      | 2         | CI-LP              | 2                  | 0                  | —                    | —                    | —                    | —             | —             | —             | 16     | 2      |
| 2013-14                | «Гориця»               | 1Л                     | 11        | 1         | КС                 | 4                  | 3                  | —                    | —                    | —                    | —             | —             | —             | 15     | 4      |
| 2014-15                | «Парма»                | A                      | 0         | 0         | КІ                 | 0                  | 0                  | —                    | —                    | —                    | —             | —             | —             | 0      | 0      |
| Усього за кар'єру      | Усього за кар'єру      | Усього за кар'єру      | 362+7     | 90+2      |                    | 25                 | 9                  |                      | 6                    | 1                    |               | —             | —             | 400    | 102    |

### Голи за збірну
| #   | Дата              | Місце                                   | Суперник          | Рахунок | Результат | Змагання                             |
| --- | ----------------- | --------------------------------------- | ----------------- | ------- | --------- | ------------------------------------ |
| 1.  | 26 лютого 2001    | Лімасол, Кіпр                           | Кіпр              | 1-1     | 2-1       | Кубок Кіпрської футбольної асоціації |
| 2.  | 18 серпня 2004    | Динамо, Москва, Росія                   | Росія             | 1-1     | 3-4       | Товариський матч                     |
| 3.  | 8 вересня 2004    | Каунас, Литва                           | Сан-Марино        | 3-0     | 4-0       | Кваліфікація на ЧС-2006              |
| 4.  | 1 березня 2006    | Тирана, Албанія                         | Албанія           | 2-1     | 2-1       | Товариський матч                     |
| 5.  | 16 серпня 2006    | Кишинів, Молдова                        | Молдова           | 2-1     | 2-3       | Товариський матч                     |
| 6.  | 2 вересня 2006    | Неаполь, Італія                         | Італія            | 1-0     | 1-1       | Кваліфікація на Євро-2008            |
| 7.  | 11 листопада 2006 | Паола, Мальта                           | Мальта            | 1-0     | 4-1       | Товариський матч                     |
| 8.  | 11 листопада 2006 | Паола, Мальта                           | Мальта            | 3-0     | 4-1       | Товариський матч                     |
| 9.  | 22 серпня 2007    | Каунас, Литва                           | Туркменістан      | 1-0     | 2-1       | Товариський матч                     |
| 10. | 22 серпня 2007    | Каунас, Литва                           | Туркменістан      | 2-0     | 2-1       | Товариський матч                     |
| 11. | 8 вересня 2007    | Глазго, Шотландія                       | Шотландія         | 1-1     | 1-3       | Кваліфікація на Євро-2008            |
| 12. | 12 вересня 2007   | Каунас, Литва                           | Фарерські острови | 2-0     | 2-1       | Кваліфікація на Євро-2008            |
| 13. | 17 листопада 2008 | Каунас, Литва                           | Україна           | 2-0     | 2-0       | Кваліфікація на Євро-2008            |
| 14. | 20 серпня 2008    | Судува, Маріямполе, Литва               | Молдова           | 3-0     | 3-0       | Товариський матч                     |
| 15. | 10 вересня 2008   | Судува, Маріямполе, Литва               | Австрія           | 1-0     | 2-0       | Кваліфікація на ЧС-2010              |
| 16. | 10 вересня 2008   | Судува, Маріямполе, Литва               | Австрія           | 2-0     | 2-0       | Кваліфікація на ЧС-2010              |
| 17. | 15 жовтня 2008    | С. Даріус і С. Гіренас, Каунас, Литва   | Фарерські острови | 1-0     | 1-0       | Кваліфікація на ЧС-2010              |
| 18. | 12 серпня 2009    | Жозі Бартель, Люксембург, Люксембург    | Люксембург        | 1-0     | 1-0       | Товариський матч                     |
| 19. | 9 вересня 2009    | Торсволлюр, Торсгавн, Фарерські острови | Фарерські острови | 1-1     | 1-2       | Кваліфікація на ЧС-2010              |

## Титули і досягнення
- Чемпіон Бельгії (1):

«Брюгге»: 1995-96
- Володар Кубка Бельгії (1):

«Брюгге»: 1995-96
- Володар Суперкубка Бельгії (1):

«Брюгге»: 1996
- Володар Кубка Словенії (1):

«Гориця»: 2013-14
- Футболіст року в Литві (2): 2006, 2007
- Найкращий бомбардир в історії збірної Литви: 19 голів